# Розділяй і володарюй
Розділяй і володарюй (лат. divide et impera) — принцип державної влади, до якого часто вдаються уряди держав, що складаються з різнорідних частин, за яким найкращий метод управління такою державою — розпалювання та використання ворожнечі між її частинами. У ширшому сенсі — тактика (частіше прихована) створення, посилення та використання протиріч, відмінностей чи розбіжностей між двома чи більше сторонами для контролю над ними.     
У політиці та соціології, «розділяй і володарюй» — стратегія отримання та підтримання влади, шляхом поділу великої концентрації влади на відособлені групи, кожна з яких має менше влади. Підтримання влади забезпечується за рахунок перешкоджання малим групам влади з'єднатися і стати більш потужними. Ефективне використання цієї техніки дозволяє невеликими силами управляти тими, хто разом має велику владу (чи мав би велику владу, якщо вони могли б об'єднуватися).[джерело?]